# Gedrosia

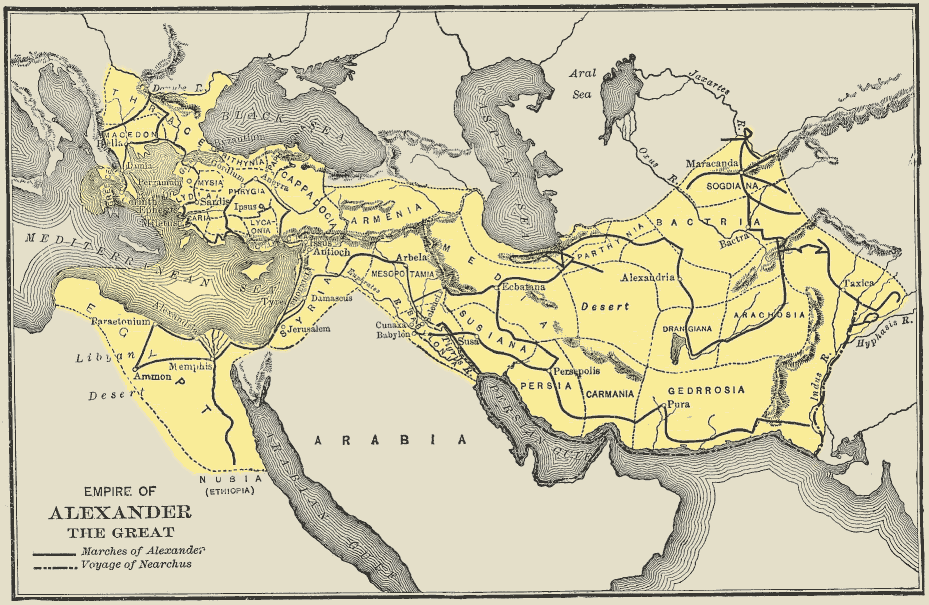
Gedrosia în cadrul Imperiului lui Alexandru Macedon

Gedrosia (greacă: Γεδρωσία) este regiunea cuprinsă între fluviul Ind și strâmtoarea Ormuz, ce corespunde astăzi cu Balochistanul. Se învecină cu arealele istorico-geografice Arachosia și Drangiana la nord, Persia și Carmania la vest și cu vestul Indiei la est.
Alexandru cel Mare a cucerit Gedrosia de la perși, care o stăpâniseră timp de trei sute de ani. Aici în 325 î.Hr., cuceritorul macedonean își împarte armata în două, o parte trimițând-o pe mare la Susa sub comanda lui Nearchus. Cealaltă jumătate își continuă marșul prin deșert, unde suferă pierderi importante.
Există două teorii care explică marșul alexandrin prin deșertul gedrosian. Prima susține că Alexandru Macedon a dorit să imite acțiunile lui Cirus cel Mare, în timp ce cealaltă consideră dorința de a-și pedepsi oamenii pentru refuzul lor asupra primei sale hotărâri.  